# キャサリン・オブ・アラゴン
キャサリン・オブ・アラゴン（英語: Catherine of Aragon, 1485年12月16日 - 1536年1月7日）は、イングランド王ヘンリー8世の最初の王妃（1509年結婚、1533年離婚）、メアリー1世の生母。スペイン語名はカタリーナ・デ・アラゴン（Catalina de Aragón）。しばしばカタリナとも表記される。
ヘンリー8世との間に男児が誕生しなかったことから、離婚問題が生起し、イングランド国教会創設のきっかけとなった。
現代英語の表記は頭文字がCになることが多いが、当時はKと表記された。ただし、Katherine, Katharine, Katharinaと研究者によって表記が異なる。また、アントニア・フレーザーはヘンリー8世の他の王妃（キャサリン・ハワード、キャサリン・パー）との区別のため、意図的にCを採用している。

## 生涯

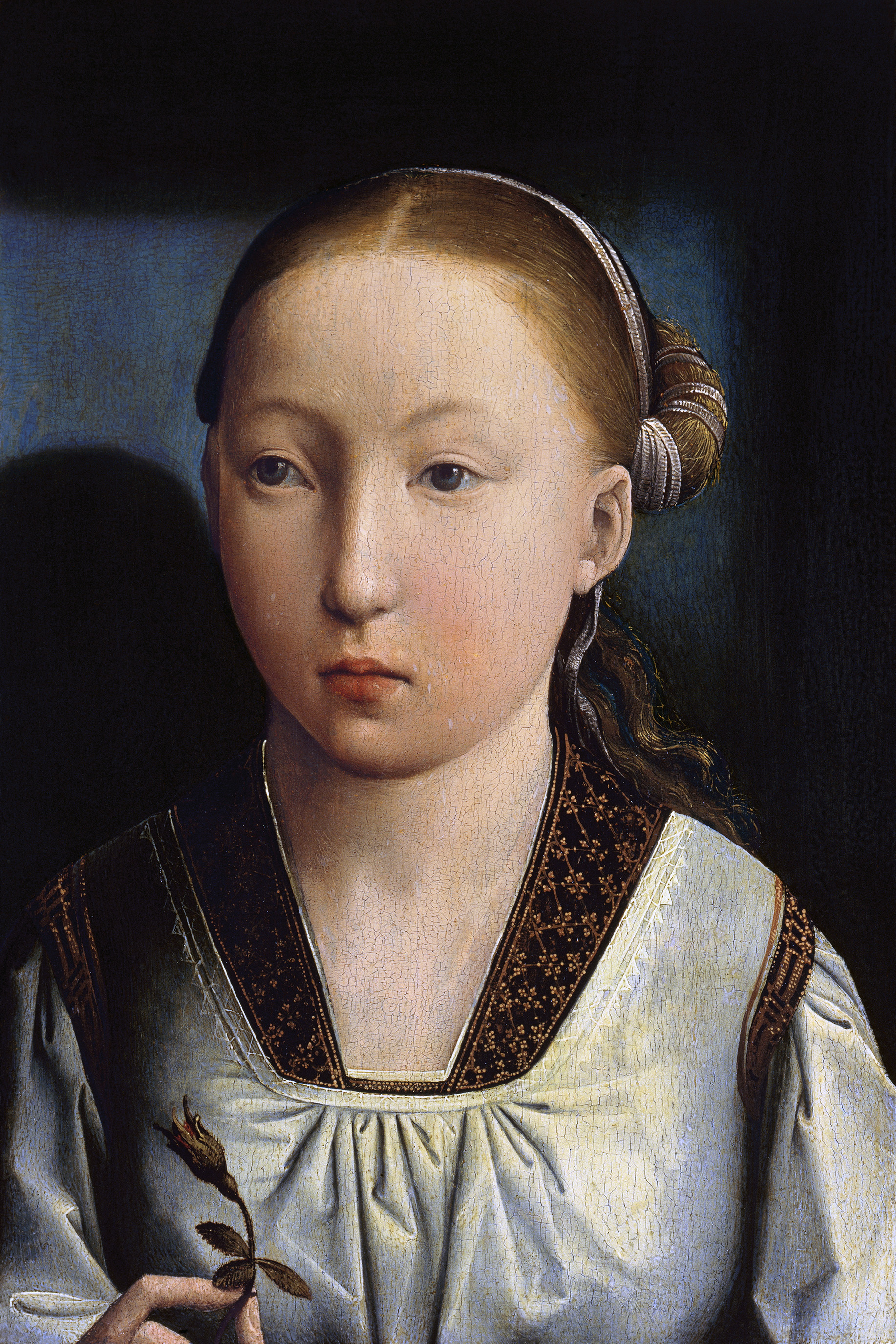
カタリナ王女（1496年頃、フアン・デ・フランデス画）

### 生い立ち
スペインを統合・共同統治して「カトリック両王」と呼ばれたアラゴン王フェルナンド2世とカスティーリャ女王イザベル1世との間の末子として、アルカラ・デ・エナーレスで生まれた。イングランドからカスティーリャに嫁し、王位簒奪を巡る抗争終結の象徴となった曾祖母キャサリン・オブ・ランカスター（スペイン名：カタリナ）にちなんで命名された。
次姉は後のスペイン女王フアナであり、その息子で共同統治者であるカルロス1世（神聖ローマ皇帝カール5世）はカタリナの甥にあたる。

### 政略結婚の背景
当時のイングランドは、1485年に薔薇戦争が終結して間もなく、ランカスター家の血を引くヘンリー・テューダーとヨーク家のエリザベス王女の結婚により両家の和合が図られ、混乱も収拾されたばかりであった。エリザベスの伯母でブルゴーニュ公妃のマーガレットは一時、イングランド王位僭称者で反乱を起こすパーキン・ウォーベックを公認しており、ヘンリー7世は国内の混乱を抑えるため、マーガレットおよびその婿であるハプスブルク家のマクシミリアン（後の神聖ローマ皇帝マクシミリアン1世）に接近する必要があった。
マクシミリアンは自身の子であるマルグリットをアストゥリアス公フアン王子に、フィリップ（死後にフェリペ1世として追尊）をフアナ王女に、それぞれスペイン王家（トラスタマラ家）と縁組させていた。1497年にフアン王太子が、翌1498年にカタリナの長姉イサベルが、そして1500年にイサベルの遺児ミゲルがそれぞれ死去し、次姉フアナが王位継承者となったため、スペインのハプスブルク家による継承が決定的になった。しかも当時のスペインは、カトリック両王によってレコンキスタが完成され、「新大陸」の発見に沸くなど、ヨーロッパ国際社会において勢いを増していた。
スペイン側も、カタリナの父フェルナンド2世は東方への進出のため、フランスを包囲すべく、ハプスブルク家やイングランドとの縁組を希望していた。
このような情勢下で、カタリナとヘンリー7世の長男アーサーとの縁組が企図された。貪欲なヘンリー7世は巨額の持参金を要求し、スペインのイングランド駐在大使デ・プエブラが1489年3月12日に交渉をまとめた。しかし、ハプスブルク家とフランス王家によるブルターニュ女公アンヌを巡る抗争の中で、1492年にヘンリー7世、フェルナンド2世の双方ともにフランスと条約を結び、カタリナの婚約は一度破談になった。
第一次イタリア戦争において、フェルナンド2世はイングランドに前もって根回しし、1495年の神聖同盟にも介入をさせなかった。このことからヘンリー7世は、イングランドがヨーロッパ情勢のキャスティング・ボートを握っていることに気付き、再びイングランドとスペインの思惑が一致したことから縁談が再燃する。1497年に新たな条約が結ばれ、最終的に20万クラウンの分割払いで決着した。
スペイン王家はランカスター家・ヨーク家の祖とそれぞれ姻戚関係にあったことから、アーサー、ヘンリー兄弟にとってキャサリンは父方でも母方でも遠縁に当たった。そのため時のローマ教皇ユリウス2世は教会法規により、1498年に特免状を与えて許可している。
アーサー王太子は1499年と1500年に代理結婚式を挙げ、カタリナとも文通をしていた。特に1500年にアーサーが代理結婚式の後に送った手紙には、父ヘンリー7世の意向（早期の結婚）が反映されているものの、深い愛情が綴られ、カタリナはまだ見ぬ夫に対して親しみを感じるようになった。

### イングランドへ

#### アーサー王太子との結婚・死別
14歳のキャサリンは、1501年5月21日にグラナダを出発し、スペイン内陸での巡礼を経て、10月2日にプリマスに到着した。そしてイングランド各地で奉迎を受けながら、11月4日にリッチモンド宮殿でヘンリー7世およびアーサー王太子と対面した。11月12日にロンドンに入城した。ヘンリー7世は、2人の将来における王位継承の正統性を印象付けるために様々な配慮をした。その一つが、さまざまな見世物（パジェントリ）で、アーサー王伝説や聖カタリナにちなんで2人を讃える演目が披露された。一連の行事の中で、キャサリンの案内役は12歳の第2王子ヘンリー王子（後のヘンリー8世）であり、バッキンガム公エドワード・スタッフォードはキャサリンに強い印象を残して友情で結ばれる。このとき、キャサリンが着用したドレスのファージンゲールは、たちまちイングランド宮廷に流行し各国に広がった。
11月14日にセント・ポール大聖堂でアーサー王太子と華燭の典を挙げた。プリンス・オブ・ウェールズが妃を迎えるのはエドワード黒太子の妃ジョーン・オブ・ケント以来、史上2番目の出来事とされた。婚礼の食事、舞踏会が終わり、アーサーとキャサリンは寝室へ向かう。このとき、2人が肉体関係を持ったか否かについては、この時点では重要視されなかった。
12月にアーサーの静養に伴ってラドロー城へ赴く。しかし当地の気候に慣れたはずのアーサーも、流行の感冒にかかり、1502年4月2日に急逝した。

#### 再婚問題と不安定な立場
2人の結婚に先立ち、ヘンリー7世の三男エドマンド王子も夭折している。従って、テューダー家の後継者の男子は次男ヘンリーのみとなり、ヘンリー7世は王朝の安泰とスペインおよびハプスブルク家との関係をこの次男に託すこととなった。
第二次イタリア戦争において、イングランドの援軍を期待していたキャサリンの両親もアーサーの逝去に動揺する。そしてイングランド側に対し、持参金の返還と結婚に伴って得た資産（寡婦財産）の引渡しを求める一方、ヘンリー王子との縁組を進めるよう働きかけた。
夫を失い、また両親からの直接の慰めの手紙もなく、失意のキャサリンは、ロンドンのダラム司教館で、孤立しながらも静かに暮らすこととなった。唯一の慰めは、アーサーの弟妹たちの訪問だった。
当時、若い未亡人は持参金とともに帰国するのが常識だったが、ヘンリー7世側も巨額の持参金の返却を惜しんだ下心から、ヘンリー王子との婚約を持ちかけた。
キャサリンがヘンリー王子と再婚するにあたり、アーサーと肉体関係があったか否かが重要となった。これは兄弟の妻と肉体関係を持つことを禁じた旧約聖書『レビ記』18章16節や20章21節に抵触するためである。デ・プエブラはこの事実の確認にあたり、新床に祝福を与えたジェラルディニ神父は「関係はあった」としたが、女官長マヌエル夫人は「関係はなかった」とし、ヘンリー王子との再婚を望むイサベル女王は後者を信頼した。背景にはダラム司教館における権力闘争があったが、デ・プエブラは失脚し、ジェラルディニは帰国する事態になった。キャサリンはジェラルディニを失ったことを悲しみ、同胞スペイン人にも警戒しなければならないことを認識した。マヌエル夫人の言を逆手に取ったヘンリー7世は、寡婦財産も生活費も渡す必要はないとし、さらにスペイン側もイタリア戦争の軍事費から金銭援助を行わず、キャサリンは経済的に困窮する中で、マヌエル夫人と信仰に依存せざるを得なくなる。
ヘンリー7世にとってこの縁組は本意ではなく、再婚問題を先延ばししつつ、翌1503年にエリザベス王妃が産褥死すると、キャサリンを自身の後妻に要求した。さすがに厚顔無恥なこの申し出にスペイン側が硬化し、イサベル女王は激怒する手紙をデ・プエブラへ送っている。第二次イタリア戦争で優勢なスペインに対し、ヘンリー7世はこの要求をただちに取り下げる一方、正式にヘンリー王子との婚約が決定された。こうして、1503年6月23日、ヘンリー王子との婚約がイングランド・スペイン双方の合意で成立した。婚約式において、アーサーとの結婚は成立していないことを根拠に教皇に結婚の許可を申請することが決定され、また婚礼はヘンリーが15歳に達し、残りの持参金が支払われた時点で行われることとなった。
キャサリンはやがて病気がちになり、婚約者ヘンリー王子の訪問を心待ちにするようになった。一方のヘンリー王子も、兄嫁への憧憬は愛情に変わっていった。第二次イタリア戦争での勝利を理由に、スペイン側は教皇からの許可に圧力をかけるが、許可は降りないまま1年余りが経過する。死期の近付いたイサベル女王は、教皇ユリウス2世からの特免状（勅書）を非公開の条件で取り寄せ、そして教皇の意に反して公開して娘に王妃の地位を確保し、1504年11月26日に崩御した。
この頃、スペイン国内情勢もイサベル女王の崩御から、カスティーリャ王位を継承したフアナとその夫フェリペが、フアナとキャサリンの父であるアラゴン王フェルナンド2世と対立し混乱が起きていた。マヌエル夫人は、フェリペとヘンリー7世の対面の機会を作るため、キャサリンの姉フアナへの思慕を利用しようとしたが、キャサリンはこの事件を契機に、マヌエル夫人を解雇した。その後、1506年9月26日にフェリペが急死するとフアナが発狂したため、フェルナンド2世はスペインにおける実権を取り戻し、1507年7月にキャサリンを駐イングランド大使に任命するとともに初めて金銭的援助を行った。
父王ヘンリー7世は持参金の残額が未払いだったことと『レビ記』のタブーから、結婚を許可しなかった。大使になったキャサリンは、今や苦境にあるスペインの立場を自覚する。しかし後任の駐イングランド大使ゴメツ・デ・フエンサリダはヘンリー7世の不興を買い、またキャサリンの侍女たちの不遇を煽って対立させる。ヘンリー王子との結婚を諦めることはないキャサリンに、スペイン人の従者たちは反抗心を示し、イングランド人からも疎遠にされていった。

### ヘンリー8世との再婚

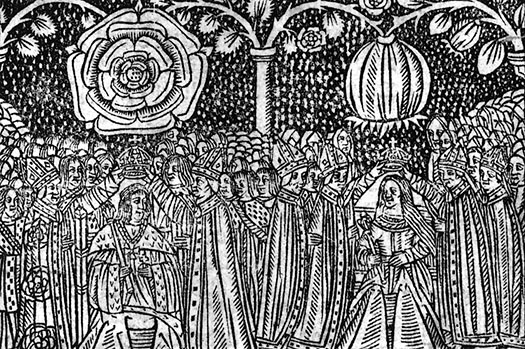
ヘンリー8世とキャサリンの戴冠式

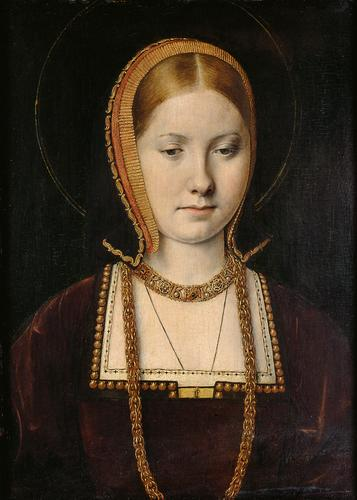
王妃キャサリン（1500年代、ミケル・シトウ画）

#### 王妃として
1509年4月21日、ヘンリー7世が崩御した。王位を継承した18歳の若き国王ヘンリー8世はキャサリンとの結婚しか念頭になく、枢密院での議論を無視し、父王の喪が明けぬ6月11日に立会人1人だけの結婚式を強引に挙げる。こうしてキャサリンはイングランド王妃となり、6月30日に戴冠式が執り行われた。ヨーロッパ政治の中心は、神聖ローマ帝国（ハプスブルク家）とフランス王国（ヴァロワ家）であり、ヘンリーはハプスブルク家側に付いて国際社会における地歩固めをする意義があった。
アーサーとの死別以来8年近く苦境にあったキャサリンにとって、結婚と戴冠は幸福の絶頂であり、7月に結婚の喜びと感謝の気持ちを父に書き送った。ヘンリー8世は、薄幸の女性を救い王妃にしたことで、騎士道物語の英雄になったかのような誇らしい気持ちであり、一方キャサリンに母性をも求めた。キャサリンはヘンリー8世に対し、政策面でも強い影響力を持った。このように夫婦仲は、非常に円満であった。
しかし結婚生活の中、キャサリンはたび重なる流産と死産に見舞われることとなる。その最初の妊娠は新婚の1509年だった。しかし『レビ記』を口実とした反スペイン派の攻撃を受けぬよう、懐妊は極秘に伏せられたまま、翌1510年1月に女児を死産する。反キャサリン派の筆頭はサリー伯爵トマス・ハワード（後の第2代ノーフォーク公）だった。そして1511年1月5日に男児ヘンリー王子を出産した。イングランドとスペインの血を引く王子の誕生は、カンブレー同盟戦争における両国関係を強固にするものだった。ヘンリー8世の喜びは大きく、ウォルシンガムに巡礼し神に感謝を捧げた。しかし、盛大な祝賀行事が続く中の2月22日、ヘンリー王子はわずか生後52日で亡くなっている。
王子を失った頃から、ヘンリー8世は好色さを露わにしていく。愛妾としてバッキンガム公の妹アンやエリザベス・ハワードの名が残る。
1513年6月、ヘンリー8世は自らフランスに遠征し、キャサリンは摂政を命じられる。8月21日、突然侵攻してきたスコットランド軍に対し、サリー伯に反撃を命じ、フロドゥンの戦いで大勝しスコットランド王ジェームズ4世を戦死させた。これはフランス王ルイ12世による陽動作戦だったが失敗に終わり、同時期にヘンリー8世もトゥルネーで勝利する。キャサリンは、スコットランドの幼王ジェームズ5世の摂政にヘンリー8世の姉マーガレット王太后をたて、スコットランドを弱体化させた。キャサリンの一連の働きは、国民の称賛を受けた。しかし、この間に再び流産し、また10月に帰国したヘンリー8世は海外における自身の活躍よりも、王妃が称賛されていることを誇らしく思うとともに嫉妬した。
スペインとイングランドはフランスを挟撃する計画だったが、新教皇レオ10世は戦争収拾を望み、皇帝マクシミリアン1世とフェルナンド2世、そしてルイ12世は1514年にパリでルネ王女とフェルナンド王子（後の神聖ローマ皇帝フェルディナント1世）の結婚を決めて旧同盟を破棄し、イングランドと対立する。キャサリンは父の裏切りを目の当たりにして、祖国スペインと決別する。
同年、再び男児を死産した。この頃、ヘンリーはトマス・ウルジーを重用し、新たな愛人エリザベス・ブラントも持ち、宮廷にキャサリンの居場所はなくなりつつあった。1516年、ようやく健康な女児メアリー王女を出産する。ヘンリー8世はメアリーを溺愛し、またキャサリンはすぐに君主としての教育を意識した。キャサリンはヘンリーや宮中の行事から距離を置く一方、慈善活動を熱心に行うようになり、後の救貧法の布石となった。また、トマス・モアの『ユートピア』にも関心を寄せて彼を宮廷に招いたり、フアン・ルイス・ビベスにも傾倒し、この後1522年にイングランドへ招き、メアリー王女の教師とした。
1517年5月1日にロンドンの暴動「魔のメイデイ事件」が発生する。この時季は遅いイングランドの春を謳歌する祭の期間であったが、貧富の差の拡大や流入する外国人の増加などで国内治安が悪化し、4月あたりから外国人に対する襲撃事件が相次いでいた。そして5月1日のメイデイ祭当日の朝に暴動が発生、外国人地区を焼き討ちし牢獄を襲って捕らえられていた同胞たちを解放した。ロンドン保安長官代理だったモアは説得を試みて1度は成功しかけたが、暴徒の1人から投石を浴びて逃げ帰り暴動が再燃、軍勢を率いたノーフォーク公によって鎮圧に成功した。300人にものぼった逮捕者の中から13人が翌日に極刑に処せられた。5月7日に残りの罪人の処刑が行われる予定であった。寵臣ウルジーの願い出も虚しく、ヘンリー8世は恩赦を拒否する。しかし、ロンドンに滞在中のスペイン人が多数殺害されたにもかかわらず、キャサリンは国王の姉でスコットランド王太后マーガレットと妹でサフォーク公妃のメアリーを伴ってヘンリー8世を説得し、恩赦が降りた。ロンドン市民は王妃に深く感謝した。
1518年に、イングランドとフランスの同盟が成立し、メアリーとフランス王太子フランソワが婚約する。しかし、キャサリンは甥シャルル（後の神聖ローマ皇帝カール5世、兼スペイン王カルロス1世）との縁組を希望していた。同年、女児を出産するが数時間で逝去したため、ヘンリー8世はキャサリンを見舞うこともなく、王妃との間に男子が望めないという現実に直面する。Joanna Denny "Anne Boleyn" によれば、キャサリンは非常に敬虔なため、妊娠中もしばしば断食をし、それが死産などに繋がった可能性があるという。そのため、当時の教皇はキャサリンの先夫アーサー王子宛に、キャサリンは断食しなくても良いという特赦状を送った。
キャサリンは学問の奨励に熱心になり、スペイン以来の女官イネス（アニエス）の夫ウィリアム・マウントジョイの紹介でデジデリウス・エラスムスやモアと交流を持ち、エラスムスはヘンリー8世よりキャサリンの教養が深いことを看破し、王妃の支援に感謝した。キャサリンが支援した人物には、人文学者のリチャード・ペイスやビベス、医師のトマス・リネカーが名を残す。教育改革と女子教育に熱意を向け、オックスフォード大学とケンブリッジ大学を支援するとともに、メアリー王女のために貴族の女子を宮廷に集めて教育を受けさせた。
1519年にマクシミリアン1世が崩御し、フランス王フランソワ1世との選挙戦の末、甥シャルルがスペイン王と神聖ローマ皇帝位を兼ねることとなった（カール5世）。一方、同年6月に愛人エリザベス・ブラントが産んだ男児はヘンリー・フィッツロイと名付けられ、キャサリンは動揺するがエリザベスに傲慢さはなく、やがて王の元を去る。

#### 国際情勢の変化

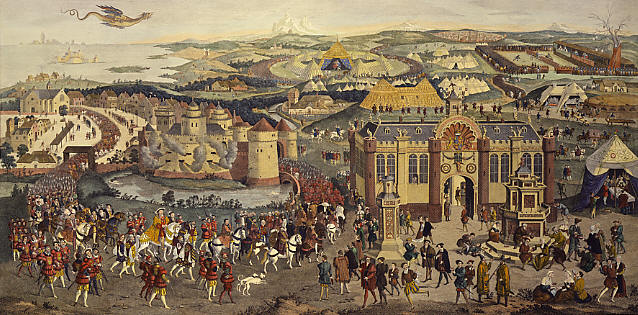
1520年6月「金襴の陣」

皇帝選挙に敗北したフランソワ1世は、1518年の同盟によって予定される会見を開こうとするが、キャサリンはヘンリー8世に、フランス王に先立って新皇帝カール5世に会うよう勧めた。1520年5月24日に、新皇帝とヘンリー8世、そしてキャサリンは対面する。キャサリンは甥の姿に将来の名君としての資質を見出して感動した。そして、6月4日からのフランソワ1世夫妻との会見は「金襴の陣」と呼ばれる華麗なものだった。このとき、すでにヘンリー8世には新たな愛妾メアリー・ブーリン（ケアリー卿夫人）がおり、金襴の陣にも夫と共に同伴していた。
ヘンリーは後継ぎが欲しいという気持ちが高まり、1520年頃からキャサリンとは離婚して、別の女性を王妃にして産ませようと考えるようになった。国王自身が戦場に赴くため男子の継承者が重視されていた時代であり、それまでイングランドが女王の下で安泰だったことがなかったためでもある。テューダー朝の歴史はまだ浅く、薔薇戦争の惨禍はまだ記憶に生々しく残っていた時代であり、王家の安定的な継続はヘンリー8世個人の私欲にとどまらない切実な問題であった。さらに、ヘンリーはキャサリンのたび重なる流産と死産は亡き兄アーサーの怨念ではないか、兄の妻と結婚したものは呪われるという聖書の教え通り、この結婚は呪われているとすら考えるようになっていた。
1521年5月、キャサリンの友人でもあったバッキンガム公が大逆罪によって処刑される。有力貴族を簡単に排除できることを知り、この一件を契機にヘンリー8世は利己的で不安定さが顕著となる。親皇帝派のバッキンガム公の処刑を受け、フランソワ1世はネーデルランドへ侵攻し第三次イタリア戦争が勃発する。ここで漁夫の利を得るため、イングランドはカール5世と新たな条約を結び、メアリー王女とカール5世が婚約することとなり、キャサリンはこの外交的勝利を大いに喜んだ。
またこの頃、マルティン・ルターによる宗教改革が行われており、1521年5月、ヘンリー8世は『七秘蹟の擁護』を著し、10月に教皇レオ10世から「信仰の擁護者」（ラテン語: Fidei defensor）の称号を与えられる。この七秘蹟とは、洗礼、堅信、聖体拝領、告解、終油、聖職者の叙階、婚姻のことを指し、ルターは洗礼と聖体拝領以外は聖書に根拠がないと糾弾していた。
1525年2月、パヴィアの戦いでフランスは国王フランソワ1世が捕虜になる程の大敗を喫するが、資金の尽きたカール5世はメアリー王女の持参金を目当てに、身柄と持参金の引渡しを要求する。イングランド側が断ると、カール5世は婚約を破棄してポルトガル王女イザベルとすぐさま結婚した。カール5世の裏切りに対する国王の怒りはキャサリンに向けられた。以後、イングランドはフランスに接近することとなる。
1525年6月16日、ヘンリー8世は庶子ヘンリー・フィッツロイに対し爵位と官位を与え、キャサリンも式典に同席させられた。キャサリンはメアリー王女の正統性を主張した結果、メアリーは王位継承者としてラドロー城に赴任することとなる。
コニャック同盟戦争の推移の中で、1526年、フランソワ1世はヘンリー8世との協力が必要になり、同盟を結ぶ。

### 「離婚」への動き

#### 「離婚」の画策
こうしてヘンリー8世は離婚（婚姻の無効）を画策し、教皇クレメンス7世の特赦を求め始めた。近い前例としてフランス王シャルル8世やルイ12世が離婚を成立させたのは、当時からわずか数十年前、15世紀末の出来事だった。一方、教皇の権威は下落し、教皇に対する神聖ローマ皇帝の影響力も無視できなかった。
ヘンリー8世が離婚できるのは次の場合であった。
1. 教皇ユリウス2世による結婚許可に誤りがあったと認められる場合
2. 『レビ記』に基づき、結婚が無効であると認められる場合

先述の通り、旧約聖書の『レビ記』は兄弟の妻との結婚を禁じているが、一方『申命記』25章5節では、兄弟が子をなさずに死亡した場合は『レビ記』の規定を無視できた。
ヘンリーの意向を受けて、寵臣である大法官トマス・ウルジーは、1527年5月17日以降複数回にわたり、ウェストミンスターの宿舎で、法律家らを招集し会議を開き、極秘裏に国王と王妃の離婚について協議を進めた。しかし、メアリー王女の待遇や、王女のフランスとの縁組を含む親仏政策への悪影響の懸念、加えてウィリアム・ウォラムやジョン・フィッシャーら高位の聖職者の猛反対があり、会議は結論を出せなかった。歴史上教皇はその時々の国際情勢に応じて『レビ記』に基づく結婚の許可・不許可を使い分けており、ヘンリー8世とキャサリンの離婚（婚姻の無効）が認められる可能性は低かった。
同年6月、ヘンリー8世は王妃キャサリンに対し離婚の意思を正式に伝える。キャサリンは涙ながらに反論し、王妃の座を捨て修道院に入ることもしないと主張した。
さらに、これらの離婚の画策と同時期、1527年5月にカール5世の軍はローマに侵攻し教皇を監禁した（ローマ劫掠）。教皇捕囚という横暴によって教皇の権威は失墜する。さらにキャサリンは同年8月に極秘裏にカール5世と連絡を取り、婚姻の無効を認めぬよう教皇に圧力をかけさせた。ここにヘンリー8世はハプスブルク家との離別を決意する。同年8月、イングランドとフランスはアミアン協定を結ぶ。

#### 裁判へ

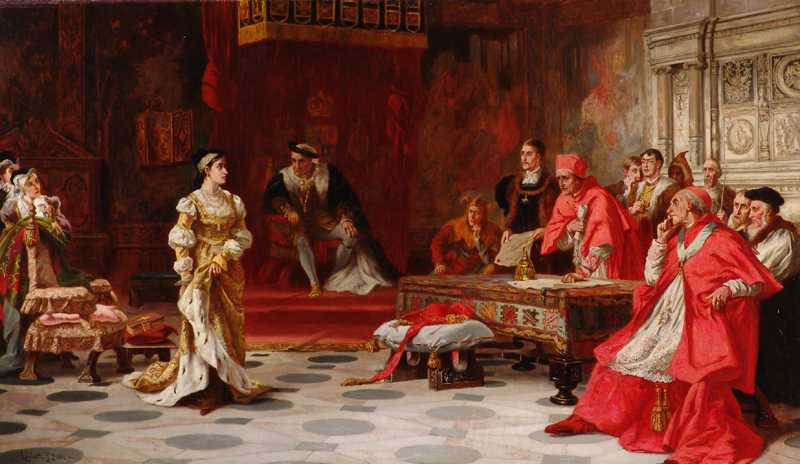
国王の前で弾劾を受ける王妃（19世紀画）

翌1528年1月、ヘンリー8世とフランソワ1世は、カール5世に対して宣戦布告する。戦争が膠着する中、ウルジーは3月23日に教皇クレメンス7世の下に到着し、離婚容認への圧力をかけ、板挟みになった教皇はイングランドでの教会裁判を許可した。9月に教皇特使ロレンツォ・カンペッジョがロンドンに到着する。しかし、教会法に精通した国王側と、ユリウス2世の結婚許可の勅書を提出した王妃側の対立は深く、事態は一向に進展しなかった。
10月25日、キャサリンはカンペッジョと面会し、アーサー王太子と同衾したのは７夜のみで、処女であったことを告解する。カンペッジョは、王妃の修道院入りを勧めていたが、全てを神と教皇に委ねる王妃の姿に感銘を受ける。
もはや離婚の意図を隠すことが出来なくなったヘンリー8世は、11月8日、ブライトウェル城で議会、主要貴族らを招集し、正式に離婚の意思を表明したが、周囲の反応は冷ややかだった。
1529年5月30日、ブラックフライアーズ教会で、教会裁判が開廷した。裁判には国王と王妃自身も召喚され、国民は驚くとともに教皇の権威を感じることとなった。双方の主張は従来通り平行線であり、7月に教皇はこの問題をローマに移管することを決定する。7月23日、カンペッジョは10月1日までの休廷とローマへの移管を宣言する。
同時期、フランス軍の敗北により、コニャック同盟戦争はカール5世の勝利によって終結した（貴婦人の和約）。そして、ウルジーは国王の離婚問題の解決に連続して失敗したため、ついに罷免された。

#### 新たな愛妾たち
離婚の画策と並行して、キャサリンの女官が2名、ウルジーに辞職させられる事件があった。キャサリンが女官に尋ねると、ウルジーは女官たちにスパイを命じ、王妃の動向を逐一報告させようとしており、辞職した女官達はその指示を拒んでいたのだった。やがて、ウルジーがキャサリンの女官として若い姉妹を出仕させた。その姉妹こそは、ヘンリー8世の愛妾メアリー・ブーリン（既婚者）、そしてメアリーに続いてフランスから帰国したアン・ブーリンである。
アンもメアリー同様フランス宮廷に留学していたが、1521年頃、イングランドが親皇帝政策を取ってフランスの関係が悪化したことから帰国せざるを得ず、キャサリンにとっては皮肉なことに、王妃が支持した親皇帝政策が遠因となって王妃の座を追われることとなった。一方、メアリーはヘンリー8世の愛妾として2人の庶子を儲けていた。
姉妹の家族とキャサリンには因縁がある。姉妹の母方の祖父に当たる第2代ノーフォーク公はかつてヘンリー8世とキャサリンの結婚に猛反発し、母エリザベス・ハワードはかつてヘンリー8世の愛妾だった。しかし、キャサリンは洗練されたフランス宮廷で育ったアンが、イングランドに馴染めずにいることを気にかけ、側近として厚遇した。1523年頃、アンは、ヘンリー8世とウルジーによってヘンリー・パーシー卿（後の第6代ノーサンバランド伯）との恋愛を引き裂かれた。キャサリンは狂乱状態にあるアンを義姉マルグリットの統治下にあるネーデルラントのメヘレンに預けるよう配慮した。
しかし1525年、イングランドと神聖ローマ皇帝の関係悪化に伴い、アンはイングランドに帰国する。同年夏頃、およそ25歳のアンはヘンリー8世の心を捉えてしまう。

### 「離婚」後

王妃の座を追われるキャサリンと、公衆の面前で愛をささやく国王とアン・ブーリン（19世紀画）

教皇側に離婚を進める動きは全くないまま、1531年夏頃にキャサリンはヘンリーと別居させられる。
1531年から法改正などが行われ、1534年にはイングランド国教会が創設されてヘンリー8世はその長となり、ローマ教皇庁から独立を果たす。
一連の動きの中で1532年11月14日に国王とアンは極秘結婚し、翌1533年4月12日に公表された。このときアンは妊娠しており、生まれてくる子を庶子にしないための措置だった。『レビ記』を逆手に取ったヘンリー8世はカンタベリー大司教トマス・クランマーに命じ、5月23日に婚姻の無効を宣言させ、キャサリンはバックデンに隠棲させられる。カール5世は、オーストリアの拠点ウィーンをトルコ軍に包囲されて以降、オスマン帝国の脅威に直面しており、キャサリンを救う余力はなかった。
キャサリンは婚姻の無効を決して認めなかったが、ヘンリー8世からは王太子アーサーの未亡人としてのみ遇され、公式には「Princess Dowager」（王太子未亡人）と呼ばれることとなった。また、ヘンリー8世との結婚自体が無効であるため、庶子扱いとなった一人娘メアリーとの面会も文通も禁じられた。
1533年6月1日にアンの戴冠式が行われ、9月7日にエリザベス王女（後の女王エリザベス1世）が誕生し、ヘンリー8世は大いに落胆する。追い討ちをかけるように、翌1534年3月23日、王位継承法の成立によって、メアリー王女の継承権が剥奪された。しかし同日、教皇クレメンス7世はキャサリンの結婚の正当性を認める判決を下した。キャサリンは5月、さらにキンボルトンに移され軟禁状態に置かれる。監禁に近い生活であったが、近辺の住民と努めて接触し、王妃時代と同様に評判が良く、住民たちは彼女をプリンセス（王太子妃）ではなくクイーン（王妃）と呼んだ。
先述の王位継承法序文及び同年11月に国王至上法が成立し、この中でイングランド君主の宗教・世俗における最高権が謳われ、イングランドは正式にローマ・カトリック教会から独立した。また、公職や教会の役職に就く者たちには、イングランド君主が最高統治者（首長）であることを認める至上権承認の宣誓の義務が課せられたが、キャサリンはこの誓約をわざとスペイン語で行って誓約したように見せかけた。以降、この宣誓を拒否したモアやジョン・フィッシャーなど、国王に反対する人間が次々と処刑され、エリザベス1世の時代まで30年余りにわたって宗教に起因した混乱が続くこととなる。
国内の混乱を知ったキャサリンは、1535年10月、病を押してそれまで躊躇してきた、ヘンリー8世の破門を教皇とカール5世に極秘裏に上訴する。
1536年1月7日、キャサリンはキンボルトン城で崩御する。数日前、ヘンリー8世に宛てた最後の手紙に「イングランド王妃キャサリン」の署名を残した。ヘンリー8世は、彼自身とメアリー王女、王妃の従者たちを気遣った手紙に涙したのも束の間、この署名を見て敗北感を味わったとされる。
娘メアリーにはスペインから持参した持ち物のうち、わずかに残った毛皮1枚、金の鎖、十字架のペンダントを残した。そして、甥であるカール5世に対し、メアリーの庇護を求める手紙を残した。
葬儀にはメアリーの出席が禁じられ、目立った行事も厳禁とされた。しかし、キャサリンを慕う住民たちはそれを無視して進んで葬列に加わり、行列は500人にも及び、キンボルトンから40キロ北のピーターバラ修道院まで代わる代わる棺を担いだという。奇しくも葬儀の日、アン・ブーリンは男児を死産し、ヘンリー8世の寵愛を失うことが決定的になると、同年5月に処刑される。その後もヘンリー8世は次々と再婚、そして離別と処刑を繰り返し、1547年に崩御した。
ヘンリー8世の正嫡の男子で唯一生存したエドワード6世が15歳で崩御すると、ジェーン・グレイを巡る混乱を経て、キャサリン所生のメアリーが王位に即いた。「ブラッディ・メアリー」（血塗れのメアリー）と呼ばれた女王メアリー1世である。
メアリーが即位すると、キャサリンの名誉は完全に回復され、ヘンリーとの婚姻関係も有効であるとされた。

## 子女
唯一、成人したメアリーも子に恵まれず、キャサリンの系譜は絶えている。
- 女児 - 流産（1510年）
- ヘンリー（英語版）（1511年） - コーンウォール公、夭折
- 男児 - 死産（1513年）
- 男児 - 死産（1514年）
- メアリー（1516年 - 1558年） - イングランド女王メアリー1世
- 不明 - 流産（1517年）
- 女児（1518年） - 生後すぐ夭折

## 系譜
| キャサリン （カタリナ） | 父: フェルナンド2世 (アラゴン王)     | 祖父: フアン2世 (アラゴン王)       | 曽祖父: フェルナンド1世 (アラゴン王)      |
| キャサリン （カタリナ） | 父: フェルナンド2世 (アラゴン王)     | 祖父: フアン2世 (アラゴン王)       | 曽祖母: レオノール・デ・アルブルケルケ    |
| キャサリン （カタリナ） | 父: フェルナンド2世 (アラゴン王)     | 祖母: フアナ・エンリケス           | 曽祖父: ファドリケ・エンリケス[1]         |
| キャサリン （カタリナ） | 父: フェルナンド2世 (アラゴン王)     | 祖母: フアナ・エンリケス           | 曽祖母: マリアナ・デ・コルドバ            |
| キャサリン （カタリナ） | 母: イサベル1世 (カスティーリャ女王) | 祖父: フアン2世 (カスティーリャ王) | 曽祖父: エンリケ3世 (カスティーリャ王)[2] |
| キャサリン （カタリナ） | 母: イサベル1世 (カスティーリャ女王) | 祖父: フアン2世 (カスティーリャ王) | 曽祖母: キャサリン・オブ・ランカスター[3] |
| キャサリン （カタリナ） | 母: イサベル1世 (カスティーリャ女王) | 祖母: イサベル                     | 曽祖父: ジョアン (アヴェイロ公)[4]        |
| キャサリン （カタリナ） | 母: イサベル1世 (カスティーリャ女王) | 祖母: イサベル                     | 曽祖母: イザベル・デ・バルセロス[5]       |

[1]はカスティーリャ王エンリケ2世の弟ファドリケの子孫。
[3]は、ランカスター公ジョン・オブ・ゴーントと、カスティーリャ王ペドロ1世の次女コンスタンサの一人娘。よって、[2][3]の結婚は、[2]の祖父エンリケ2世（トラスタマラ朝の祖）が異母弟で嫡出子のペドロ1世（ボルゴーニャ朝）から王位を簒奪しており（第一次カスティーリャ継承戦争）、両家の合一と和解という歴史的意義がある。また、本項人物の名の由来となった。
[4]はポルトガル王ジョアン1世の王子で、兄にドゥアルテ1世やエンリケ航海王子、また[4]たちの母フィリッパは、[3]の異母姉である。
[5]はポルトガル王ジョアン1世の庶子ブラガンサ公アフォンソ1世の娘。よって[4]と[5]の結婚は叔姪婚となる。

## 後世における評価、文化的影響
- 現在では、キャサリンの埋葬されたピーターバラ大聖堂にある墓所に「Katheren Queen of England」という墓碑銘が掲げられており、今日もなおキャサリンに対して抱かれるイングランド国民の敬意をうかがい知ることができる。
- 30代に入ったキャサリンは、容姿と体力が衰え、宮中の華やかな行事からは距離を置くようになった[116]。一方で、黒糸刺繍やレースに傾倒し、慈善活動に伴って各地を訪問した際に広めた[116]。

## 登場作品
小説

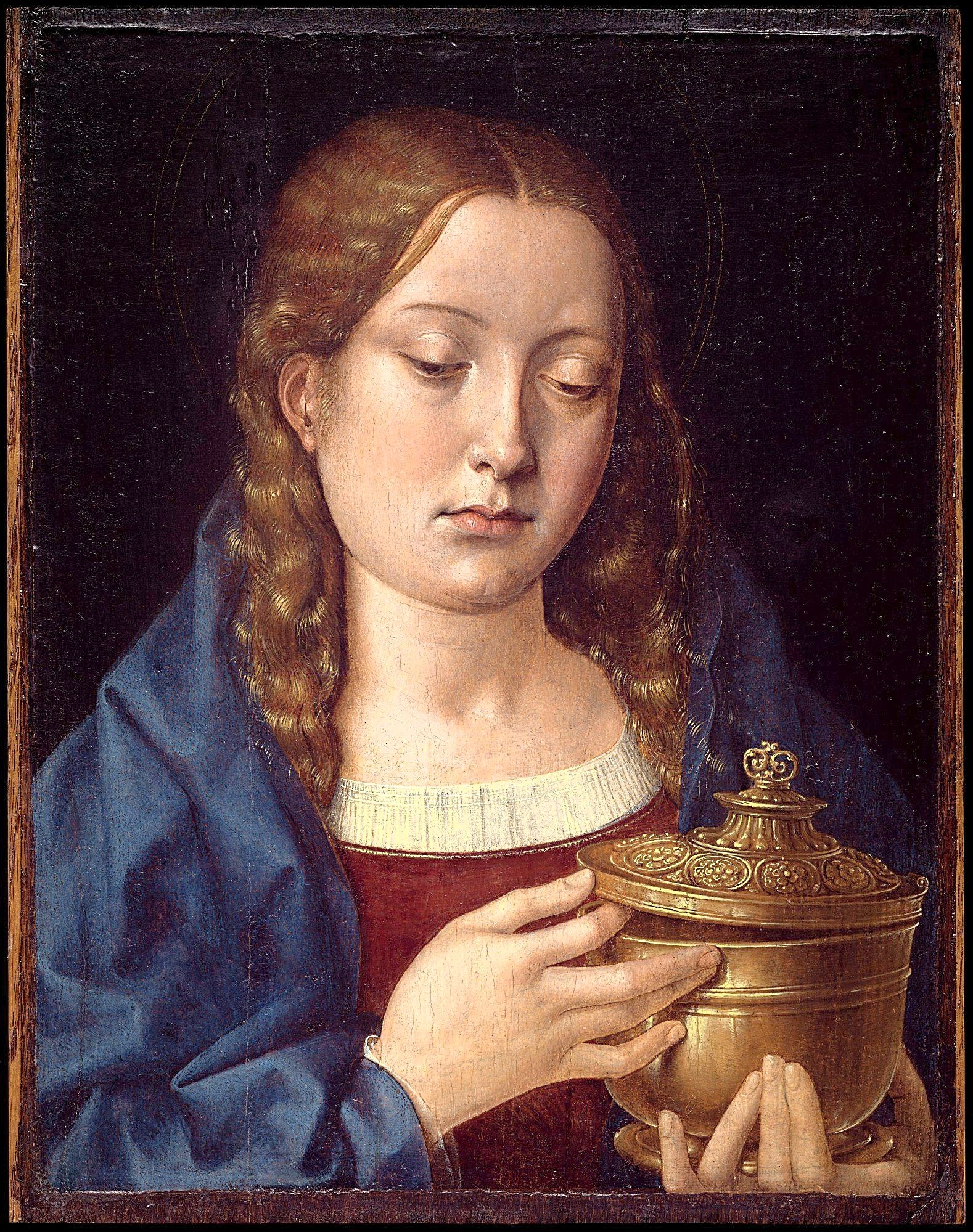
ミケル・シトウによる『マグダラのマリア』。キャサリンをモデルにしたと考えられている。

- Carolyn Meyer "Patience, Princess Catherine"
- Jean Plaidy "Katharine of Aragon" Three river press（Three novels in one volume）
- Philippa Gregory "The constant Princess"
- Laurien Gardner "The Spanish Bride"

戯曲
- ヘンリー八世 - ウィリアム・シェイクスピア作
- 『SIX』 - ヘンリー8世の6人の王妃が蘇りガールズバンドを組んだという設定で行われるポップ・コンサート形式のミュージカル。

映画
- 1000日のアン - 1969年公開のイギリス映画（演：イレーネ・パパス）
- ブーリン家の姉妹 - 2008年公開の米英合作映画（演：アナ・トレント）

テレビドラマ　
- THE TUDORS〜背徳の王冠〜 - 2007年から2010年まで放送された米英加合作ドラマ（演：マリア・ドイル・ケネディ）
- スパニッシュ・プリンセス キャサリン・オブ・アラゴン物語 - 2019年から放送されている米国ドラマ（演：シャーロット・ホープ）

漫画
- こざき亜衣『セシルの女王』